# Хитоши Согахата
Хитоши Согахата (јап. 曽ヶ端 準; 2. август 1979) јапански је фудбалер.

## Каријера
Током каријере је играо за Кашима Антлерс.

## Репрезентација
За репрезентацију Јапана дебитовао је 2001. године. Наступао је на Светском првенству (2002. године) с јапанском селекцијом. За тај тим је одиграо 4 утакмице.

## Статистика
| Јапан  | Јапан   | Јапан  |
| Година | Наступи | Голови |
| ------ | ------- | ------ |
| 2001.  | 1       | 0      |
| 2002.  | 1       | 0      |
| 2003.  | 2       | 0      |
| Укупно | 4       | 0      |

## Трофеји

### Клуб
- Џеј лига (6): 1998., 2000., 2001., 2007., 2008., 2009.
- Лига Куп Јапана (3): 2000., 2007., 2010.
- Царски куп (5): 2000., 2002., 2011., 2012., 2015.